# Synchiropus morrisoni
Synchiropus morrisoni är en fiskart som beskrevs av Schultz, 1960. Synchiropus morrisoni ingår i släktet Synchiropus och familjen sjökocksfiskar. Inga underarter finns listade i Catalogue of Life.